# Шведський хрестовий похід проти Новгороду
Шведський хрестовий похід проти Новгороду — низка військових кампаній шведів у 1348—1351 роках проти Новгородської республіки. Інша назва — Хрестовий похід Магнуса Еріксона. Новгородці зуміли відстояти свої володіння.

## Передумови
З початку XIV ст. зростала напруженість між Швецією та Новгородом. Обидві держави перебували у стані постійної війни. 1310 році новгородці здійснили похід для відновлення містечка на річці Узерва (Вуокса), що впадає до Ладозького озера. На місці старих укріплень було зведено нове місто Корела, що стало опорним пунктом новгородців у тому районі. У відповідь шведський флот підійшов до Ладоги та спалив її. 1311 року новгородці під командуванням князя Дмитра Романовича здійснили морську експедицію через Фінську затоку на узбережжя Фінляндії. В результаті успішних дій новгородці заволоділи районом Борго — Тавасгус.
За три роки зросло невдоволення карелів владою Новгорода, що вилилось у відкритий заколот. Руських намісників було вбито, Карелія попрохала допомоги у Швеції. За кілька місяців протистояння Карелію знову підкорив Новгород.
1318 року новгородці напали на Або у південно-західній Фінляндії. Місто й собор, а також єпископський замок Куусісто було спалено. 1323 року військо під командуванням князя Юрія знову взяло в облогу Виборг. За місяць облоги новгородці так і не змогли взяти місто, незважаючи на застосування катапульт. Того ж року русичі заснували Орешек — важливу фортецю, що контролювала Неву біля її витоків з Ладозького озера. 12 серпня того ж року було підписано Орєховський (Нотебурзький) мир, яким було визначено кордон між держави, що пролягав вздовж річки Сестри на Карельському перешийку.
У 1337—1339 роках шведські загони на чолі із Стеном Туренпойкою Бєльке намагалися захопити міста Карелу та Орєхов. Проте у 1339 році укладено нову угоду на умовах 1323 року.
1346 року новгородці здійснили грабіжницький напад на шведську територію. 1347 року шведський король Маґнус IV Ерікссон вирішив відновити конфлікт і зажадав від Новгорода визнання влади Папського престолу, а також зажадав, щоб новгородці взяли участь у дебатах з католицькими теологами, після чого мала бути встановлена та релігія, чий представник узяв би гору в суперечці. Новгородський архієпископ Василь, порадившись із посадником та іншими знатними людьми міста, відкинув пропозицію та запропонував відправити посольство до Константинополя, звідки руси прийняли хрещення.
Разом з тим Новгород був уражений внутрішніми чварами серед новгородської знаті. З 1341 року відбувалося протистояння з великим князем Московським Семеном I. 1347 року великий князь Литовський Ольгерд здійснив напад на новгородські землі.

## Перебіг подій
Отримавши таку відповідь, король 1348 року вирішив почати війну. Цьому також сприяв авторитет проповідниці Бригіди, яка оголосила про ведіння, що потрібно здійснити хрестовий похід на Новгородську республіку для знищення схизматиків. Також вона переконала король, що Господь на його боці. Маґнус IV отримав норвезькі загони, о нього долучилися данські та німецькі найманці, з загоном прийшов граф Генріх II Гольштейнський.
У Виборзі король відправив ультиматум Новгородському вічі визнати зверхність Швеції та перейти до католицтва. Віче відправило на перемовини Козьму Твердиславича, який нічого не домігся.
Шведи висадили десант на Березовому острові, почавши невдовзі хрещення іжори і воді Потім 6 серпня того ж року заволодів містом Орєшек. Згідно з «Förbindelsedikt» («Римованої хроніки»), новгородська залога здалася і дозволив собі охреститися католиками в обмін на дозвіл повернутися до Новгороду. Козьма Твердиславич потрапив у шведський полон
Утім восени 1348 року новгородці під проводом Онцифора Лукінича, Якова Чотова та Михайла Фефілатова потай пройшли на суднах річкою Волхов до Ладозького озера та, здійснивши раптовий напад на шведський флот, що стояв біля Ореховця. Згідно з Новгородським літописом розбили його, вбивши 500 шведів й втративши 3 вояків. Втім шведи продовжували наступ. Це свідчить, що битва все ж завершилася без перемоги жодної зі сторін.
За цим новгородці звернулися до великого князя Московського Семена I по допомогу, але той в цей час вступив у конфлікт з великим князем Литовським Ольгердом. Водночас Псков скинув зверхність Новгородської республіки (через ненадання останнім допомоги у протистоянні з Лівонським орденом), уклавши договір з Великим князівством Литовським. Наприкінці 1348 року Семен I все ж відправив військо на чолі із братом Іваном, який довго зволікав, перш ніж вирушити зі своїми військами. Втім він невдовзі повернув до себе.
25 лютого 1349 року, скориставшись з того, що шведський король зі значною частиною вояків повернувся до себе, Орєшек було відвойовано новгородським військом, а на місці Ландскрони русичі заснували фортецю Канці. Після цього новгородці, ймовірно, вирушили у військовий похід на північ до Норвегії. У свою чергу Маґнус IV намагався узгодити з балтійськими державами заборону на торгівлю з Новгородом. Разом з тим лівонський магістр Госвін фон Геріке атакував Псков, завдавши поразки литовському наміснику Юрію Вітовтовичу, який загинув у битві. Але спроба лівонців просунутися до Ізборську не вдалася. Тому Новгородська республіка змогла зосередитися на протистоянні Швеції.
1350 року король почав готуватися до нового походу, але державна скарбниця спорожніла. Йому на допомогу прийшов папа римський Климент VI, який закликав долучатися до хрестового походу, обіцяючи такі самі пільги як для хрестоносців в Палестині. Того ж року у північній Європі поширилась Чорна смерть. Похід почався добре, але закінчився поразкою шведів. Також шведський флот потрапив у шторм і розсіявся.
1351 року шведський король прибув до Лівонії, де вів перемовини з магістром щодо спільних дій проти Новгороду. В свою чергу 21 березня того ж року московсько-новгородське на чолі із Іваном Івановичем підійшло до Виборгу, де спалила його передмістя та сплюндрувало навколишні землі, але фортецю захопити не змогло. У квітні 1351 року в Дерпті було укладено мир, що підтверджував умови договору 1323 року.

## Наслідки
Швеція не домоглася поставлених цілей: не було встановлено зверхність над Новгородом та перехід його
населення до католицтва. Також шведський король не зміг приєднати важливу фортецю Орєшек з навколишніми землями. В свою чергу новгородцями не вдалося розширити кордони за рахунок Виборгу та Кольського півострова.
Новгородська республіка втратила вплив на Псков, який став самостійним й отримав право вибору своїх посадників. Єдиною причиною, через яку Псков залишався у складі Новгородської землі, були церковні питання (новгородські архієпископи ставили псковських єпископів).